# Grand Prix WMRA 2001
Navigation
2000 2002
Le Grand Prix WMRA 2001 est la troisième édition du Grand Prix WMRA, compétition internationale de courses en montagne organisée par l'association mondiale de course en montagne.

## Règlement
Le barème de points est révisé par rapport à l'année précédente. Le calcul est identique dans les catégories féminines et masculines. Le score final cumule les 3 meilleures performances de la saison. Pour être classé, un athlète doit participer à au moins deux épreuves.
| Classement | 1er | 2e | 3e | 4e | 5e | 6e | 7e | 8e | 9e | 10e | 11e | 12e | 13e | 14e | 15e | 16e | 17e | 18e | 19e | 20e |
| ---------- | --- | -- | -- | -- | -- | -- | -- | -- | -- | --- | --- | --- | --- | --- | --- | --- | --- | --- | --- | --- |
| Points     | 100 | 90 | 85 | 80 | 75 | 70 | 65 | 60 | 55 | 50  | 45  | 40  | 35  | 30  | 25  | 20  | 15  | 10  | 5   | 1   |

## Programme
Le calendrier se compose de six courses.
| Nom de la course                       | Distance                 | Dénivelé                  | Pays        | Date              |
| -------------------------------------- | ------------------------ | ------------------------- | ----------- | ----------------- |
| Course de montagne de Seegrube         | 11,7 km                  | +1 331 m                  | Autriche    | 17 juin 2001      |
| Course du Snowdon                      | 15,35 km                 | +/-994 m                  | Royaume-Uni | 28 juillet 2001   |
| Challenge Stellina                     | 14,4 km () / 8,1 km ()   | +1 630 m () / +820 m ()   | Italie      | 26 août 2001      |
| Course de montagne du Kitzbüheler Horn | 12,9 km                  | +1 234 m                  | Autriche    | 2 septembre 2001  |
| Trophée mondial de course en montagne  | 12,96 km () / 8,55 km () | +/-949 m () / +/-590 m () | Italie      | 16 septembre 2001 |
| Course de Šmarna Gora                  | 9,2 km                   | +700 m/-340 m             | Slovénie    | 6 octobre 2001    |

## Résultats

### Hommes
L'Italien Antonio Molinari domine la course de montagne de Seegrube en terminant à près de dix minutes devant le Britannique Martin Cox. Marco De Gasperi remporte la course du Snowdon devant son compatriote Emanuele Manzi. Jonathan Wyatt remporte sa troisième victoire d'affilée au Challenge Stellina. Le podium est complété par Martin Cox et Antonio Molinari. Le Néo-Zélandais s'impose pour la deuxième fois au Kitzbüheler Horn. Il devance les Britanniques Billy Burns et Martin Cox. Le Trophée mondial de course en montagne se déroule sur une boucle de 6 km à parcourir deux fois. Sur ce parcours convenant parfaitement à Marco De Gasperi, Emanuele Manzi ne se laisse pas impressionner et termine sur ses talons à 3 secondes. Le Britannique Billy Burns, qui avait pris les commandes de la course au départ, complète le podium. Emanuele Manzi bat de 5 secondes le record du parcours de la course de Šmarna Gora détenu par Marco De Gasperi. Ce dernier termine deuxième et remporte le Grand Prix pour 5 points devant Wyatt qui complète le podium et se classe deuxième. Manzi se classe troisième du Grand Prix avec 280 points.
| Course                                 | Vainqueur        | Deuxième         | Troisième        |
| -------------------------------------- | ---------------- | ---------------- | ---------------- |
| Course de montagne de Seegrube         | Antonio Molinari | Martin Cox       | Robert Quinn     |
| Course du Snowdon                      | Marco De Gasperi | Emanuele Manzi   | John Taylor      |
| Challenge Stellina                     | Jonathan Wyatt   | Martin Cox       | Antonio Molinari |
| Course de montagne du Kitzbüheler Horn | Jonathan Wyatt   | Billy Burns      | Martin Cox       |
| Trophée mondial                        | Marco De Gasperi | Emanuele Manzi   | Billy Burns      |
| Course de Šmarna Gora                  | Emanuele Manzi   | Marco De Gasperi | Jonathan Wyatt   |

### Femmes
Angela Mudge s'impose à Seegrube devant la Polonaise Izabela Zatorska et la Slovaque Ľudmila Melicherová. Izabela remporte ensuite la course du Snowdon. Elle devance les Britanniques Helen Jackson et Clare Miller. La Polonaise remporte son deuxième succès au Challenge Stellina en terminant devant Melissa Moon et Ľudmila Melicherová. La Néo-Zélandaise s'impose ensuite devant la Polonaise au Kitzbüheler Horn. L'Écossaise Mudge complète le podium. Arrivée en Europe quelque temps auparavant pour se préparer sérieusement au Trophée mondial de course en montagne à Arta Terme, Melissa Moon mène la course de bout. Anna Pichrtová et Izabela Zatorska la suivent de près mais ne parviennent pas à la rattraper et terminent sur le podium dans cet ordre. Izabela Zatorska remporte la finale de Šmarna Gora et remporte le Grand Prix avec un score parfait de 300 points. Elle devance Angela Mudge qui se classe troisième et Ľudmila Melicherová, quatrième du Grand Prix. Absente de la finale, Melissa Moon termine deuxième du classement à 10 points derrière la Polonaise.
| Course                                 | Vainqueur        | Deuxième         | Troisième           |
| -------------------------------------- | ---------------- | ---------------- | ------------------- |
| Course de montagne de Seegrube         | Angela Mudge     | Izabela Zatorska | Ľudmila Melicherová |
| Course du Snowdon                      | Izabela Zatorska | Helen Jackson    | Clare Miller        |
| Challenge Stellina                     | Izabela Zatorska | Melissa Moon     | Ľudmila Melicherová |
| Course de montagne du Kitzbüheler Horn | Melissa Moon     | Izabela Zatorska | Angela Mudge        |
| Trophée mondial                        | Melissa Moon     | Anna Pichrtová   | Izabela Zatorska    |
| Course de Šmarna Gora                  | Izabela Zatorska | Angela Mudge     | Ľudmila Melicherová |

## Classements
| Rang          | Nom              | Course 1 | Course 2 | Course 3 | Course 4 | Course 5 | Course 6 | Points |
| ------------- | ---------------- | -------- | -------- | -------- | -------- | -------- | -------- | ------ |
| Médaille d'or | Marco De Gasperi |          | 100      |          |          | 100      | 90       | 290    |
| 2             | Jonathan Wyatt   |          |          | 100      | 100      |          | 85       | 285    |
| 3             | Emanuele Manzi   |          | 90       |          |          | 90       | 100      | 280    |
| 4             | Martin Cox       | 90       |          | 90       | 85       | 0        | 1        | 265    |
| 5             | Antonio Molinari | 100      |          | 85       | 70       | 20       | 60       | 255    |
| 6             | Billy Burns      |          |          |          | 90       | 85       | 55       | 230    |

| Rang          | Nom                 | Course 1 | Course 2 | Course 3 | Course 4 | Course 5 | Course 6 | Points |
| ------------- | ------------------- | -------- | -------- | -------- | -------- | -------- | -------- | ------ |
| Médaille d'or | Izabela Zatorska    | 90       | 100      | 100      | 90       | 85       | 100      | 300    |
| 2             | Melissa Moon        |          |          | 90       | 100      | 100      |          | 290    |
| 3             | Angela Mudge        | 100      |          |          | 85       | 75       | 90       | 275    |
| 4             | Ľudmila Melicherová | 85       |          | 85       | 75       | 65       | 85       | 255    |
| 5             | Ruth Pickvance      | 80       |          | 80       | 70       | 10       |          | 230    |
| 6             | Helen Jackson       | 75       | 90       | 60       | 60       |          |          | 225    |